# 爵士湯
爵士湯是香港的一款湯水，因香港名人鄧肇堅爵士而得名，主要材料為蜜瓜，加上海螺頭、花膠、瘦豬肉及老雞等配料煲成，所以又名蜜瓜螺頭花膠雞湯，是一道被認為有滋陰功效的湯水。

## 起源
1970年代，鄧肇堅經常光顧在上環的西苑酒家，並經常指示酒家事先準備好使用蜜瓜、螺頭、花膠及老雞烹調的老火湯，作為補益湯水在進餐時飲用。當時城中名人到酒家用膳時，都會指示酒家準備好自己愛喝的湯水，並事先將湯料送到酒家，令家人及賓客可分享自己喜愛及剛剛煲好的湯水。這道老火湯的配方原本是鄧肇堅提供給西苑酒家並特別為其準備，後來酒家的負責人徵得鄧肇堅的同意後，便將這道湯水列入酒家的菜單供給其他客人，並以鄧肇堅獲英女皇授予的爵士名銜而命名為爵士湯。由於綠色果肉的蜜瓜須從美國進口，在當時的香港市面仍不是十分普及的水果，故初時這道湯水只供應給熟客，後來香港其他酒家亦相繼仿效，使爵士湯逐漸為香港普羅市民所認識，並產生使用哈密瓜取代蜜瓜的版本。

## 變化
西苑酒家主廚為鄧肇堅準備的蜜瓜螺頭花膠雞湯，材料有蜜瓜、豬腱、新鮮螺頭、花膠、老雞、豬骨、雞腳、瑤柱、沙參、玉竹和薑，但流傳到坊間後，用料便有所調整，將部分較矜貴的材料省去或以其他食材取代，變奏出較平價的版本，可說是豐儉由人。坊間亦流傳另一個版本的爵士湯，據指是邵逸夫爵士喜愛的湯水，主要湯料與鄧肇堅爵士的版本相似，但以木瓜取代蜜瓜，成為木瓜螺頭花膠雞湯，並同樣以爵士為名。

## 外部連結
- 鄧肇堅蜜瓜湯 掀果湯熱[永久]，《明報》，2011年3月2日
- Wok'nRoll 美味你、我、他。：到底是誰的爵士湯？（页面存档备份，存于）